# Trachelas niger
Trachelas niger là một loài nhện trong họ Trachelidae.
Loài này thuộc chi Trachelas. Trachelas niger được Cândido Firmino de Mello-Leitão miêu tả năm 1922.